# Петерсберг (Пфальц)
Петерсберг (нем. Petersberg) — община в Германии, в земле Рейнланд-Пфальц.
Входит в состав района Юго-западный Пфальц. Подчиняется управлению Талайшвайлер-Фрёшен. Население составляет 871 человек (на 31 декабря 2010 года). Занимает площадь 3,84 км².